# Yutaka Yoshizawa
Yutaka Yoshizawa (jap. 吉澤 裕 Yoshizawa Yutaka; ur. 14 lutego 1951 w Tokio) – japoński dyplomata i urzędnik.
Ukończył studia na Wydziale Prawa Uniwersytetu Tokijskiego. W kwietniu 1974 roku rozpoczął pracę w Ministerstwie Spraw Zagranicznych. W latach 1975–1977 przebywał na stażu językowym na Uniwersytecie Oksfordzkim. Pracował na placówkach w Nowym Delhi (1983–1984), Waszyngtonie (1985–1987; odpowiadał za sprawy finansowe), Nowym Jorku (1993–1996; odpowiadał za PR), Pretorii (1996–1998) i Pekinie (1998–2000). W latach 2004–2006 pełnił funkcję konsula generalnego w Chicago.
W październiku 2008 roku został mianowany ambasadorem Japonii na Fidżi, z jednoczesną akredytacją na kilka innych krajów regionu (Kiribati, Nauru, Tuvalu, Vanuatu).
Pełnił również wysokie funkcje w resorcie (między innymi dyrektora Wydziału Praw Człowieka i Uchodźców, 1991–1993).
Żonaty, ma syna.